# Bataille au large de Jaffna (2007)
Pour les articles homonymes, voir Bataille au large de Jaffna.
La bataille de large de Jaffna est une bataille navale livrée le 26 décembre 2007 au large de Jaffna, entre les indépendantistes tamouls du LTTE et la marine gouvernementale srilankaise lors de la guerre civile du Sri Lanka.
Douze navires gouvernementaux appuyés par un hélicoptère d'attaque Mil Mi-24 attaquent un nombre indéterminé de vedettes tamoules. Six de celles-ci sont coulées pour la perte d'un bâtiment srilankais.
Les affrontements font une quarantaine de tués selon les sources gouvernementales srilankaises.

## Sources
- « À travers quelques brèves », Magazine Navires et Histoire, numéro 46, février-mars 2008